# Chrysina alphobarrerai
Chrysina alphobarrerai är en skalbaggsart som beskrevs av Moron 1981. Chrysina alphobarrerai ingår i släktet Chrysina och familjen Rutelidae. Inga underarter finns listade i Catalogue of Life.